# Francis Vliek
Francis Vliek (3 november 2000) is een Nederlands voetbalster die uitkwam voor PEC Zwolle in de Eredivisie.

## Carrière
In de zomer van 2016 maakte ze de overstap van Be Quick '28 naar PEC Zwolle. Op 18 december 2018 maakte ze haar debuut in de hoofdmacht in de wedstrijd tegen sc Heerenveen. Ze kwam in de 89e minuut in het veld voor Bonita Theunissen. Ze stond op dat moment samen met haar tweelingzus Leonie op het veld.

### Carrièrestatistieken
| Seizoen         | Club            | Land            | Competitie      | Competitie | Competitie | Beker | Beker | Internationaal | Internationaal | Overig | Overig | Totaal | Totaal |
| Seizoen         | Club            | Land            | Competitie      | Wed.       | Dlp.       | Wed.  | Dlp.  | Wed.           | Dlp.           | Wed.   | Dlp.   | Wed.   | Dlp.   |
| --------------- | --------------- | --------------- | --------------- | ---------- | ---------- | ----- | ----- | -------------- | -------------- | ------ | ------ | ------ | ------ |
| 2018/19         | PEC Zwolle      | Nederland       | Eredivisie      | 4          | 0          | 3     | 0     | –              | –              | –      | –      | 7      | 0      |
| Carrière totaal | Carrière totaal | Carrière totaal | Carrière totaal | 4          | 0          | 3     | 0     | 0              | 0              | 0      | 0      | 7      | 0      |